# 瓜达拉马隧道
瓜达拉马鐵路隧道（西班牙語：Túnel ferroviario de Guadarrama）是一个穿越瓜達拉馬山脈的铁路隧道，服务于西班牙高速铁路馬德里－華拉度列线路。
隧道为双洞隧道，西洞长28407米，东洞长28418米，为欧洲第三长铁路隧道，也是西班牙最长的铁路隧道（不计地铁隧道，若计入则为马德里地铁12号线），该隧道于2007年12月通车。